# Faith (telenovela)
Faith (hangul: 신의; hanja: 神医; rr: Sin-eui; também conhecido como The Great Doctor) é uma telenovela sul-coreana, exibida pela SBS entre 13 de agosto a 30 de outubro de 2012, com um total de 24 episódios. É estrelada por Lee Min-ho, Kim Hee-sun, Ryu Deok-hwan e Park Se-young. Em seu enredo, uma cirurgiã plástica da era moderna é sequestrada por um general que vive na época da dinastia Goryeo, e viaja de volta no tempo há setecentos anos atrás.

## Enredo
Depois que o rei Gongmin de Goryeo (Ryu Deok-hwan) se casa com a princesa Yuan Noguk (Park Se-young), eles retornam a Goryeo. No caminho eles são atacados e a rainha é ferida. De acordo com o conselho de seu conselheiro real, o rei ordena que o guarda real Choi Young (Lee Min-ho) passe por um portal místico ("portão do céu") e encontre o "médico do céu". Choi Young viaja para o futuro e traz Yoo Eun-soo (Kim Hee-sun), uma médica moderna de Seul, que salva a vida da rainha. Ele faz uma promessa de que irá devolvê-la a seu mundo, mas o conselheiro real convence o rei Gongmin a forçar a permanência de Eun-soo, uma vez que ela pode ser útil para ele.

## Elenco

### Principal
- Lee Min-ho como General Choi Young [4][5][6]
- Kim Hee-sun como Yoo Eun-so[7][8][9][10][11]
- Park Se-young como Rainha Noguk
- Ryu Deok-hwan como Rei Gongmin

### Estendido
- Yoo Oh-sung como Ki Chul
- Jang Bin como Jang Bin[12]
- Sung Hoon - Chun Eum-ja[13]
- Shin Eun-jung - Hwasuin
- Lee Byung-joon - Jo Il-shin
- Kim Mi-kyung - Senhora da Corte Choi
- Park Sang-won - Sohn Yoo
- Baek Kwang-doo - Bae Choong-seok
- Kim Jong-moon - Oh Dae-man
- Kang Chang-mook - Deol-bae
- Yeon Kyun-sang - Deok-man
- Kim Soo-yeon - Deo-ki
- Park Yoon-jae - Príncipe Deokheung
- Jung Yoo-chan  - Joo Seok
- Kwon Min - Ahn Do-chi

Participações Especiais
- Ahn Jae-wook - Médico ex-namorado de Eun-soo (ep. 1)
- Oh Kwang-rok - cartomante (ep. 1)
- Choi Min-soo - Moon Chi-hoo, líder do Jeokwoldae (ep. 4)

## Recepção
Na tabela abaixo, os números azuis representam as audiências mais baixas e os números vermelhos representam as audiências mais elevadas.
| Episódio | Data de transmissão    | Audiência média | Audiência média              | Audiência média | Audiência média              |
| Episódio | Data de transmissão    | TNmS Ratings    | TNmS Ratings                 | AGB Nielsen     | AGB Nielsen                  |
| Episódio | Data de transmissão    | Em todo o país  | Região Metropolitana de Seul | Em todo o país  | Região Metropolitana de Seul |
| -------- | ---------------------- | --------------- | ---------------------------- | --------------- | ---------------------------- |
| 1        | 13 de Agosto de 2012   | 12.2%           | 13.8%                        | 9.4%            | 10.8%                        |
| 2        | 14 de Agosto de 2012   | 11.8%           | 13.1%                        | 10.3%           | 11.4%                        |
| 3        | 20 de Agosto de 2012   | 13.4%           | 15.8%                        | 10.3%           | 11.6%                        |
| 4        | 21 de Agosto de 2012   | 13.2%           | 15.5%                        | 11.5%           | 12.8%                        |
| 5        | 27 de Agosto de 2012   | 12.9%           | 14.5%                        | 10.6%           | 10.6%                        |
| 6        | 28 de Agosto de 2012   | 13.1%           | 14.8%                        | 12.2%           | 13.5%                        |
| 7        | 3 de Setembro de 2012  | 12.3%           | 13.9%                        | 9.8%            | 10.9%                        |
| 8        | 4 de Setembro de 2012  | 12.6%           | 13.9%                        | 11.0%           | 12.4%                        |
| 9        | 10 de Setembro de 2012 | 11.6%           | 12.8%                        | 11.8%           | 13.2%                        |
| 10       | 11 de Setembro de 2012 | 11.7%           | 13.0%                        | 11.2%           | 11.4%                        |
| 11       | 17 de Setembro de 2012 | 11.8%           | 13.5%                        | 10.4%           | 11.3%                        |
| 12       | 18 de Setembro de 2012 | 11.2%           | 12.2%                        | 10.1%           | 11.0%                        |
| 13       | 24 de Setembro de 2012 | 10.7%           | 12.2%                        | 9.7%            | 10.9%                        |
| 14       | 25 de Setembro de 2012 | 10.2%           | 11.6%                        | 9.0%            | 9.7%                         |
| 15       | 1 de Outubro de 2012   | 11.1%           | 12.7%                        | 9.3%            | 9.9%                         |
| 16       | 2 de Outubro de 2012   | 9.6%            | 10.2%                        | 9.5%            | 9.7%                         |
| 17       | 8 de Outubro de 2012   | 13.2%           | 14.1%                        | 10.5%           | 11.4%                        |
| 18       | 9 de Outubro de 2012   | 11.5%           | 13.0%                        | 9.9%            | 10.6%                        |
| 19       | 15 de Outubro de 2012  | 9.2%            | 10.6%                        | 8.8%            | 9.5%                         |
| 20       | 16 de Outubro de 2012  | 10.7%           | 11.9%                        | 9.9%            | 10.9%                        |
| 21       | 22 de Outubro de 2012  | 10.2%           | 11.7%                        | 9.3%            | 10.5%                        |
| 22       | 23 de Outubro de 2012  | 9.7%            | 11.6%                        | 8.9%            | 10.0%                        |
| 23       | 24 de Outubro de 2012  | 9.1%            | 10.3%                        | 8.7%            | 9.7%                         |
| 24       | 30 de Outubro de 2012  | 10.5%           | 11.4%                        | 10.1%           | 10.9%                        |
| Média    | Média                  | 11.4%           | 12.8%                        | 10.1%           | 11.0%                        |

## Prêmios e indicações
| Ano  | Prêmio                                  | Categoria                                   | Beneficiário  | Resultado |
| ---- | --------------------------------------- | ------------------------------------------- | ------------- | --------- |
| 2012 | Korean Culture and Entertainment Awards | Prêmio Top Excelência, Atriz                | Kim Hee-sun   | Venceu    |
| 2012 | SBS Drama Awards                        | Prêmio Top Excelência, Ator em Minisséries  | Lee Min-ho    | Venceu    |
| 2012 | SBS Drama Awards                        | Prêmio Top Excelência, Atriz em Minisséries | Kim Hee-sun   | Indicado  |
| 2012 | SBS Drama Awards                        | Prêmio Top Excelência, Ator em Minisséries  | Yu Oh-seong   | Indicado  |
| 2012 | SBS Drama Awards                        | Prêmio Especial, Ator em Minisséries        | Ryu Deok-hwan | Indicado  |
| 2012 | SBS Drama Awards                        | Prêmio Especial, Atriz em Minisséries       | Shin Eun-jung | Indicado  |
| 2012 | SBS Drama Awards                        | Prêmio de Nova Estrela                      | Park Se-young | Venceu    |
| 2012 | SBS Drama Awards                        | Top 10 Estrelas                             | Lee Min-ho    | Venceu    |
| 2012 | SBS Drama Awards                        | Prêmio de Popularidade                      | Lee Min-ho    | Indicado  |
| 2012 | SBS Drama Awards                        | Prêmio de Popularidade                      | Kim Hee-sun   | Indicado  |
| 2013 | Baeksang Arts Awards                    | Melhor Atriz Revelação (TV)                 | Park Se-young | Indicado  |
| 2013 | Baeksang Arts Awards                    | Ator Mais Popular (TV)                      | Lee Min-ho    | Indicado  |
| 2013 | Baeksang Arts Awards                    | Atriz Mais Popular (TV)                     | Park Se-young | Indicado  |
| 2013 | Seoul International Drama Awards        | Prêmio de Popularidade                      | Lee Min-ho    | Indicado  |
| 2014 | GyaO! Entertainment Awards              | Melhor Drama Coreano                        | Faith         | Venceu    |